# Brooklyn Nine-Nine (1.ª temporada)
A primeira temporada do sitcom de televisão Brooklyn Nine-Nine estreou em 17 de setembro de 2013 na Fox e concluído em 25 de março de 2014 com 22 episódios.

## Sinopse
Raymond Holt se torna o capitão do 99.ª Delegacia de polícia de Nova York e se choca com Jake Peralta, um detetive infantil, mas um grande detetive, tão imaturo quanto habilidoso na solução de crimes. Em outros eventos, a aposta anual de assalto ao Halloween no distrito é estabelecida, Charles Boyle é baleado enquanto protege a parceira detetive, Rosa Diaz, de um criminoso com rancor contra Holt. O esquadrão tem um vislumbre da vida pessoal de Holt em uma festa organizada por ele e seu marido Kevin, Charles inicia um relacionamento com uma mulher que termina com ele quando o noivado é cancelado, e Jake desenvolve sentimentos por sua colega detetive Amy Santiago depois de vencer uma aposta contra ela.

## Elenco e personagens
| - Andy Samberg como Detetive Jake Peralta - Stephanie Beatriz como Detetive Rosa Diaz - Terry Crews como Sargento Terry Jeffords - Melissa Fumero como Detetive Amy Santiago - Joe Lo Truglio como Detetive Charles Boyle - Chelsea Peretti como Gina Linetti - Andre Braugher como Capitão Raymond Holt - Dirk Blocker como Detetive Michael Hitchcock - Joel McKinnon Miller como Detetive de 3° grau Norm Scully - Marilu Henner como Vivian Ludley | - Pete Davidson como Steven - Mary Elizabeth Ellis como Doutora Rossi - Dean Winters como Detetive Keith Pembroke, "O Abutre" - Patton Oswalt como Comandante do Corpo de Bombeiros Boone - Craig Robinson como Doug Judy - Marc Evan Jackson como Doutor Kevin Cozner - Kyle Bornheimer como Detetive Teddy Wells - James M. Connor como Vice-Comissário Podolski - Andy Richter como Porteiro - Jerry Minor como Jerry Grundhaven - Joey Diaz como Sal - Michael G. Hagerty como Capitão McGinley - Fred Armisen como Mlep(clay)nos - Stacy Keach como Jimmy Brogan - Kid Cudi como Dustin Whitman - Adam Sandler como ele mesmo - Joe Theismann como ele mesmo |

## Episódios
| N.º na série | N.º na temp. | Título                      | Dirigido por                   | Escrito por                     | Exibição original       | Cód. de produção | Audiência (milhões) |
| --- | ------------ | --------------------------- | ------------------------------ | ------------------------------- | ----------------------- | ---------------- | ------------------- |
| 1 | 1            | "Pilot"                     | Phil Lord e Christopher Miller | Dan Goor e Michael Schur        | 17 de setembro de 2013  | 101              | 6.17                |
| A 99ª delegacia de polícia de Nova York, no Brooklyn, recebe um novo comandante, Raymond Holt, que, em contraste com o ex-capitão, leva o trabalho da polícia muito a sério, para desgosto do talentoso, mas despreocupado detetive Jacob "Jake" Peralta, e a satisfação da detetive Amy Santiago. Holt conhece seus detetives através do sargento Terry Jeffords, seu líder muito dedicado, mas emocionalmente instável. Enquanto isso, o detetive Charles Boyle, um policial muito comprometido, mas não fisicamente talentoso, quer convidar a detetive durona Rosa Diaz para sair, mas como ele não pode fazer isso sozinho, ele pede ajuda a Gina Linetti, a administradora civil sarcástica, e Jake já se irrita ao recusar-se a levar os pedidos do novo capitão a sério, como usar uma gravata.                                                                               |              |                             |                                |                                 |                         |                  |                     |
| 2 | 2            | "The Tagger"                | Craig Zisk                     | Norm Hiscock                    | 24 de setembro de 2013  | 102              | 4.03                |
| Jake chega atrasado para a chamada, então Holt o designa para um caso de grafiteiro que Jake acha que está na vantagem. O caso se torna um problema quando o suspeito é filho do vice-comissário. Enquanto isso, a amiga psíquica de Gina visita a delegacia e entra na cabeça de Charles. |              |                             |                                |                                 |                         |                  |                     |
| 3 | 3            | "The Slump"                 | Julie Anne Robinson            | Prentice Penny                  | 1 de outubro de 2013    | 105              | 3.43                |
| Jake tem muitos casos não resolvidos em mãos e os outros detetives não estão dispostos a deixar sua série de derrotas passar por eles. Enquanto isso, Amy recruta Rosa e Gina para ajudá-la quando Holt pede que ela encabeça o Programa Júnior Policial para jovens em risco e Boyle ajuda Jeffords com um caso especial que ele não consegue resolver. |              |                             |                                |                                 |                         |                  |                     |
| 4 | 4            | "M.E. Time"                 | Troy Miller                    | Gil Ozeri                       | 8 de outubro de 2013    | 106              | 3.34                |
| Jake flerta com uma atraente médica legista na cena do crime e atrasa o relatório da autópsia, apenas para descobrir que ela é mais do que ele esperava. Enquanto isso, o desenhista está doente quando Amy assume um caso de roubo de bolsa, mas descobre que Jeffords escondeu talentos artísticos. Amy tenta determinar por que Holt está de mau humor. |              |                             |                                |                                 |                         |                  |                     |
| 5 | 5            | "The Vulture"               | Jason Ensler                   | Laura McCreary                  | 15 de outubro de 2013   | 104              | 3.43                |
| Um detetive de Crimes Especiais conhecido como "O Abutre" assume um caso de assassinato que Jake está quase resolvendo e rouba sua glória, então Jake convoca a delegacia para se vingar e encontrar a arma do crime antes do "Abutre". Enquanto isso, Holt e Gina ajudam Terry a recuperar seus direitos de portar uma arma. |              |                             |                                |                                 |                         |                  |                     |
| 6 | 6            | "Halloween"                 | Dean Holland                   | Lesley Arfin                    | 22 de outubro de 2013   | 107              | 3.77                |
| Na noite de Halloween, uma época movimentada do ano para qualquer delegacia, Amy, que odeia o feriado, não está feliz por ter que usar uma fantasia para se disfarçar na rua com Charles. Enquanto isso, na delegacia, Jake aposta com Holt que ele pode roubar sua Medalha de Honra antes da meia-noite. Jake diz que, se ele pode roubar a medalha, Holt deve declarar que ele é um detetive/gênio incrível, mas que se ele não puder roubar a medalha, ele fará toda a papelada de Holt no Dia das Bruxas. Jake vence a aposta com a ajuda dos outros detetives. |              |                             |                                |                                 |                         |                  |                     |
| 7 | 7            | "48 Hours"                  | Peter Lauer                    | Luke Del Tredici                | 5 de novembro de 2013   | 103              | 3.84                |
| Jake tem 48 horas para coletar evidências de uma prisão que ele fez sem muita prova, ou o "criminoso" Dustin Whitman ficará impune. Após um interrogatório malsucedido, Jake força seus colegas de trabalho a passar o fim de semana ajudando-o a resolver o caso. É revelado que o verdadeiro ladrão é outro homem que está trabalhando com Dustin usando seu MO e depois dividindo o dinheiro. Com a equipe presa na delegacia, Charles julga uma disputa de torta entre Gina e Rosa. |              |                             |                                |                                 |                         |                  |                     |
| 8 | 8            | "Old School"                | Beth McCarthy-Miller           | Gabe Liedman                    | 12 de novembro de 2013  | 109              | 3.26                |
| Jake passa um dia com um ex-repórter de crime a quem ele respeita, mas descobre que as observações sobre o distrito foram consideradas no registro. Terry e Charles trabalham com Rosa para ajudá-la a aparecer no banco das testemunhas. |              |                             |                                |                                 |                         |                  |                     |
| 9 | 9            | "Sal's Pizza"               | Craig Zisk                     | Lakshmi Sundaram                | 19 de novembro de 2013  | 108              | 3.36                |
| Jake tenta pegar um incendiário que destruiu sua pizzaria favorita enquanto brigava com o teimoso Fire Marshall Boone. Amy fica com ciúmes quando descobre que Rosa foi convidada para ser a nova capitã da polícia em outro distrito. Terry e Gina realizam entrevistas para um novo funcionário de TI quando um hacker vaza a pesquisa de todos na Internet para toda a delegacia. |              |                             |                                |                                 |                         |                  |                     |
| 10 | 10           | "Thanksgiving"              | Jorma Taccone                  | Luke Del Tredici                | 26 de novembro de 2013  | 110              | 3.69                |
| Amy organiza um jantar de Ação de Graças em seu apartamento para todos na delegacia, com o objetivo principal de pedir a Holt que seja seu mentor, mas ele e Jake saem cedo para pegar um criminoso que roubou dinheiro do armário de provas. Todo mundo detesta a comida de Amy e acaba em um acidente após o outro, deixando Terry com raiva induzida pela fome, Rosa para saborear o caos e Boyle lutando para salvar a noite. |              |                             |                                |                                 |                         |                  |                     |
| 11 | 11           | "Christmas"                 | Jake Szymanski                 | Dan Goor                        | 3 de dezembro de 2013   | 111              | 3.66                |
| Quando Holt recebe uma série de ameaças de morte, Jake fica exaltado quando ele é designado pelo chefe para ser o protetor de Holt, permitindo que Jake monitore Holt e o mande nele. Amy tenta fazer o cartão de Natal perfeito para dar a Holt com a ajuda de Gina. Terry procura um terapeuta para uma avaliação psicológica para que ele possa voltar ao campo. |              |                             |                                |                                 |                         |                  |                     |
| 12 | 12           | "Pontiac Bandit"            | Craig Zisk                     | Norm Hiscock & Lakshmi Sundaram | 7 de janeiro de 2014    | 113              | 3.44                |
| Jake e Rosa tentam pegar um infame ladrão de carros com a ajuda de um criminoso e suposta testemunha, Doug Judy, que acaba por ser o Pontiac Bandit. Holt tenta encontrar um lar para dois filhotes. O resto da delegacia luta para acomodar Charles. Boyle decide voltar para casa até que ele esteja melhor e leva os cães para fazer-lhe companhia. |              |                             |                                |                                 |                         |                  |                     |
| 13 | 13           | "The Bet"                   | Julian Farino                  | Laura McCreary                  | 14 de janeiro de 2014   | 112              | 3.53                |
| Jake planeja o "pior encontro de todos os tempos" para Amy depois de ter uma vitória de última hora sobre ela, mas quando eles são chamados para uma piquetagem durante o encontro, ele reavalia seu relacionamento com ela. Depois de se machucar ainda mais durante a cerimônia da Medalha de Valor, uma dose aumentada de analgésico faz com que Charles jogue "bombas da verdade" dolorosamente honestas sobre seus colegas de trabalho. Ele também fica com ciúmes quando um cavalo da polícia chamado Peanut, que recebe a mesma medalha que ele, e recebe mais atenção do que ele. |              |                             |                                |                                 |                         |                  |                     |
| 14 | 14           | "The Ebony Falcon"          | Michael Blieden                | Prentice Penny                  | 21 de janeiro de 2014   | 114              | 4.55                |
| Enquanto investigavam uma operação de tráfico de esteróides em uma academia, Peralta e Boyle recrutam o sargento Jeffords, anteriormente apelidado de "The Ebony Falcon", a fim de se infiltrar na organização e deter os responsáveis. Enquanto isso, o capitão Holt ordena que Santiago e Diaz pesquisem sobre um roubo que Gina sofreu em sua casa. |              |                             |                                |                                 |                         |                  |                     |
| 15 | 15           | "Operation: Broken Feather" | Julie Anne Robinson            | Dan Goor & Michael Schur        | 2 de fevereiro de 2014  | 116              | 15.07               |
| Jake e Amy investigam assaltos a hotéis. Lá, Jake está chateado ao descobrir que Amy pode sair para se juntar à divisão de crimes especiais. Enquanto isso, Holt e Terry conduzem experimentos para reduzir ineficiências na delegacia. |              |                             |                                |                                 |                         |                  |                     |
| 16 | 16           | "The Party"                 | Michael Engler                 | Gil Ozeri & Gabe Liedman        | 4 de fevereiro de 2014  | 115              | 3.22                |
| Todo o esquadrão é convidado para a festa de aniversário do capitão Holt, onde Terry luta para manter todos na linha. Jake tenta causar uma ótima primeira impressão com o marido de Holt, Kevin, assim como Amy com Holt, mas com resultados desastrosos. O amor de Boyle pela comida o leva a fazer uma nova conexão romântica com uma mulher mais velha chamada Vivian, enquanto Rosa libera Gina para um grupo de psicólogos anormais que a acham fascinante. |              |                             |                                |                                 |                         |                  |                     |
| 17 | 17           | "Full Boyle"                | Craig Zisk                     | Norm Hiscock                    | 11 de fevereiro de 2014 | 117              | 2.88                |
| A tendência de Boyle de exagerar e se tornar extremamente pegajoso com seus interesses amorosos (que Peralta chama de "Full Boyle") o faz chamar Jake para agir como um amortecedor em seu próximo encontro com Vivian. Mal sabe ele que Vivian está prestes a se apaixonar por ele. O sargento Jeffords tira um caso de drogas de Rosa e Amy e o entrega a Scully e Hitchcock, porque as mulheres escolheram dispensar um nerd e aspirante a super-herói chamado Super Dan, que, no entanto, tinha informações úteis. Enquanto isso, Holt enfrenta um desafio por sua posição como presidente de uma organização policial LGBT negra que ele iniciou há 25 anos. |              |                             |                                |                                 |                         |                  |                     |
| 18 | 18           | "The Apartment"             | Tucker Gates                   | David Quandt                    | 25 de fevereiro de 2014 | 118              | 2.66                |
| Peralta descobre que está perdendo apartamento de sua avó, onde ele mora, e ele tem que pagar quase meio milhão de dólares para continuar morando lá. Ele vai a um agiota para receber um adiantamento, antes que Gina o convença a procurar um novo apartamento. Holt começa a coletar auto-avaliações dos detetives, levando a muito estresse entre o departamento, especialmente para Santiago. Boyle e Rosa se vingam de um colega de trabalho não higiênico que usa a mesa de Rosa em um turno diferente. |              |                             |                                |                                 |                         |                  |                     |
| 19 | 19           | "Tactical Village"          | Fred Goss                      | Luke Del Tredici                | 4 de março de 2014      | 119              | 2.61                |
| O esquadrão segue para a "Vila Tática", onde eles e outros distritos realizam simulações de paintball e testam novos equipamentos. Peralta fica com ciúmes quando Santiago encontra seu antigo namorado Teddy, Rosa fica brava quando Boyle não a convida para o casamento, e Gina e Holt lutam com "Kwazy Kupcakes". |              |                             |                                |                                 |                         |                  |                     |
| 20 | 20           | "Fancy Brudgom"             | Victor Nelli, Jr.              | Laura McCreary                  | 11 de março de 2014     | 120              | 2.49                |
| Boyle faz de Peralta seu padrinho, o que significa degustação de bolos, papelaria e ajuda Charles a convencer Vivian de que ele não quer se mudar para o Canadá. Enquanto isso, Gina, Amy e o sargento tentam um plano de dieta de equipe, e Holt faz Rosa pedir desculpas a um oficial de patrulha que ela humilhou. |              |                             |                                |                                 |                         |                  |                     |
| 21 | 21           | "Unsolvable"                | Ken Whittingham                | Prentice Penny                  | 18 de março de 2014     | 121              | 2.50                |
| Quando Jake está autorizado a terra o fim de semana de folga por causa de uma onda quente na resolução de casos, ele decide enfrentar um caso frio de 8 anos que todos acreditam ser insolúvel. Com a ajuda do sargento Terry, os dois tentam decifrar o caso de uma vez por todas e, graças a Jake trabalhando a noite toda, ele finalmente resolve o caso, descobrindo que a suposta vítima de assassinato nem está morta. Enquanto isso, Amy planeja uma viagem romântica com o novo namorado Teddy, mas um evento inesperado com o capitão Holt a compromete. Gina e Rosa permitiram que Charles, que está desolado, soubesse um dos segredos mais bem guardados da delegacia, o banheiro secreto delas chamado Babylon, exigindo que ele ficasse calado. Scully e Hitchcock fazem o melhor trabalho de detetive de todos os tempos para descobrir o que Charles está escondendo. |              |                             |                                |                                 |                         |                  |                     |
| 22 | 22           | "Charges and Specs"         | Akiva Schaffer                 | Gabe Liedman & Gil Ozeri        | 25 de março de 2014     | 122              | 2.59                |
| A investigação de Jake do líder cívico filantrópico Lucas Wint é encerrada pelo Comissário Podolski, resultando em uma provável suspensão para Jake. Ainda determinado a decifrar o caso, Jake pede a uma Amy não-rebelde e um capitão Holt relutante em ajudá-lo a descobrir mais evidências, mas Holt descobre uma conspiração maior que exigirá um sacrifício maior de Jake para resolver o caso. Jake finalmente diz a Amy que tem sentimentos por ela, deixando-a em conflito. Enquanto isso, Charles fica arrasado por ter terminado com Vivian, e Rosa e Terry tentam animá-lo. Gina incorpora emoji em seu discurso cotidiano |              |                             |                                |                                 |                         |                  |                     |

## Recepção

### Resposta da crítica
O site agregador de análises Rotten Tomatoes registra uma taxa de aprovação de 89%, com uma pontuação média de 7,25/10, com base em 55 avaliações. O Metacritic atribuiu à primeira temporada do programa uma classificação média ponderada de 70/100 com base em 33 avaliações, indicando "avaliações geralmente favoráveis".

### Prêmios e indicações
| Prêmio                            | Data da cerimônia       | Categoria                                                                        | Nomeados           | Resultado |
| --------------------------------- | ----------------------- | -------------------------------------------------------------------------------- | ------------------ | --------- |
| People's Choice Awards            | 8 de janeiro 2014       | Favorite Actor In a New TV Series                                                | Andy Samberg       | Indicado  |
| Golden Globe Awards               | 12 de janeiro de 2014   | Melhor ator em série de comédia ou musical                                       | Andy Samberg       | Venceu    |
| Golden Globe Awards               | 12 de janeiro de 2014   | Melhor série de comédia ou musical                                               | Brooklyn Nine-Nine | Venceu    |
| NAACP Image Award                 | 22 de fevereiro de 2014 | Melhor Ator em série de comédia                                                  | Andre Braugher     | Indicado  |
| Satellite Awards                  | 23 de fevereiro de 2014 | Melhor ator em série de comédia ou musical                                       | Andre Braugher     | Indicado  |
| Satellite Awards                  | 23 de fevereiro de 2014 | Melhor série musical ou de comédia                                               | Brooklyn Nine-Nine | Indicado  |
| GLAAD Media Awards                | 12 de abril de 2014     | Melhor série de comédia                                                          | Brooklyn Nine-Nine | Indicado  |
| American Comedy Awards            | 8 de maior de 2014      | Série de comédia                                                                 | Brooklyn Nine-Nine | Indicado  |
| American Comedy Awards            | 8 de maior de 2014      | Ator de comédia — TV                                                             | Andy Samberg       | Venceu    |
| American Comedy Awards            | 8 de maior de 2014      | Atriz coadjuvante de comédia — TV                                                | Chelsea Peretti    | Indicado  |
| Critics' Choice Television Awards | 19 de junho de 2014     | Melhor Ator coadjuvante em série de comédia                                      | Andre Braugher     | Venceu    |
| TCA Awards                        | 19 de julho de 2014     | Novo programa                                                                    | Brooklyn Nine-Nine | Indicado  |
| TCA Awards                        | 19 de julho de 2014     | Realização notável em Comédia                                                    | Brooklyn Nine-Nine | Indicado  |
| Imagen Awards                     | 1 de agosto de 2014     | Melhor atriz coadjuvante – Televisão                                             | Stephanie Beatriz  | Indicado  |
| Teen Choice Awards                | 10 de agosto de 2014    | Ator de televisão: Comédia                                                       | Andy Samberg       | Indicado  |
| Creative Arts Emmy Awards         | 16 de agosto de 2014    | Melhor coordenação de dublês para uma série de comédia ou programa de variedades | Brooklyn Nine-Nine | Venceu    |
| EWwy Award                        | 18 de agosto de 2014    | Melhor série de comédia                                                          | Brooklyn Nine-Nine | Indicado  |
| EWwy Award                        | 18 de agosto de 2014    | Melhor ator em série de comédia                                                  | Andy Samberg       | Indicado  |
| Primetime Emmy Awards             | 25 de agosto de 2014    | Melhor ator coadjuvante em série de comédia                                      | Andre Braugher     | Indicado  |